# Hansens Brauerei

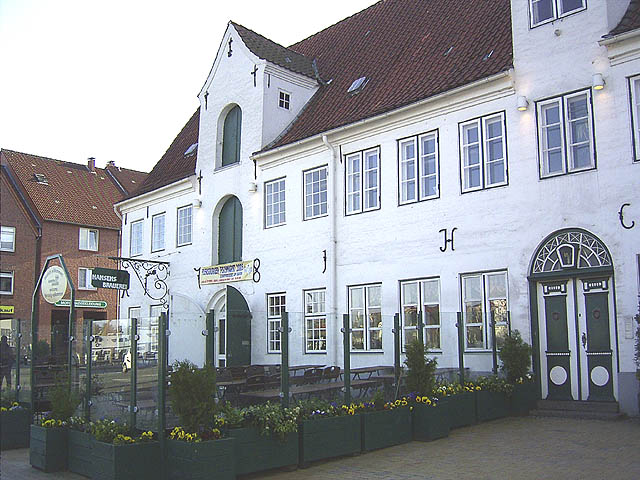
Hansens Brauerei in Flensburg

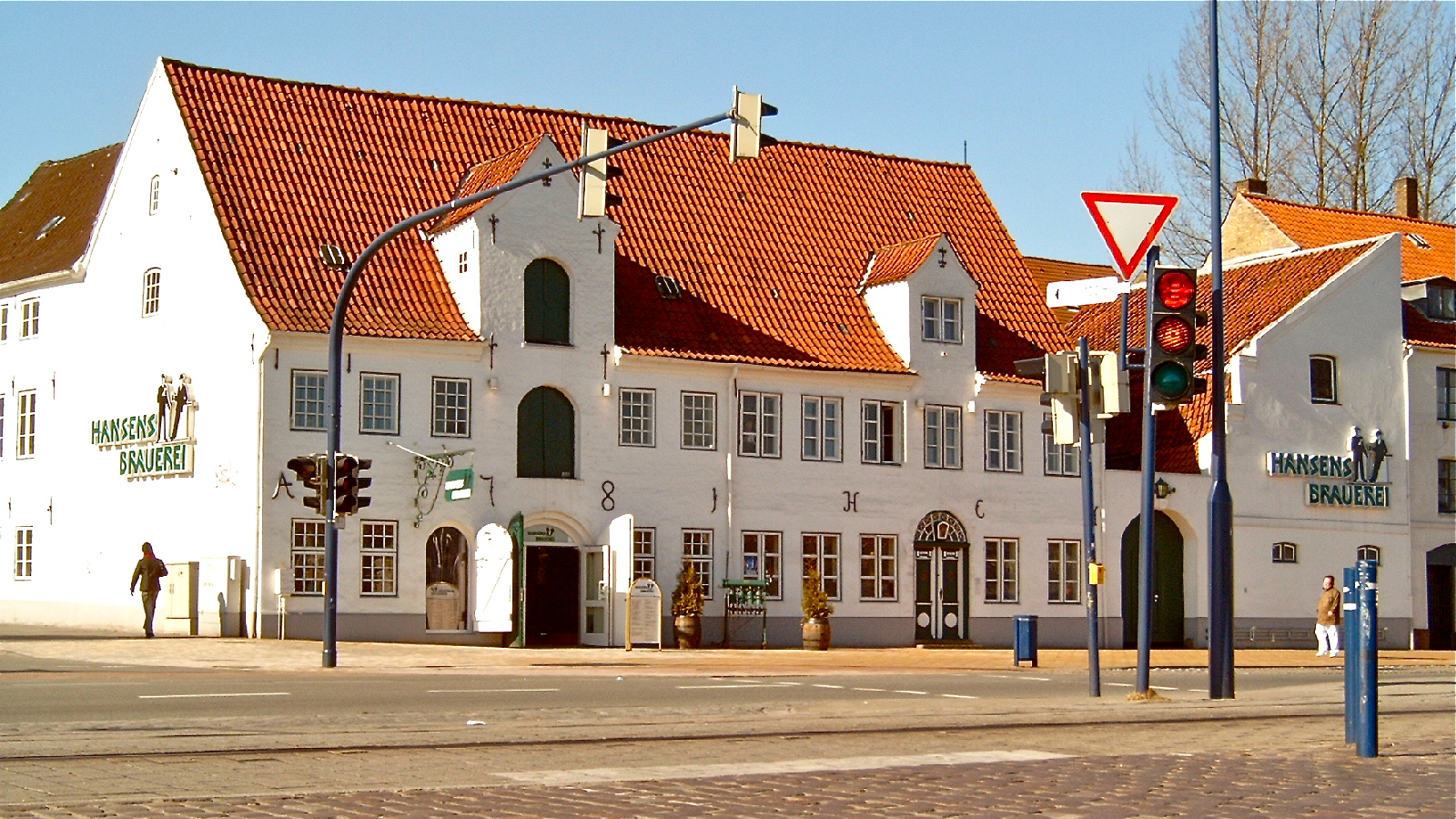
Hansens Brauerei 2002. Die Gebäudeteile zur rechten Seite blieben nicht erhalten.

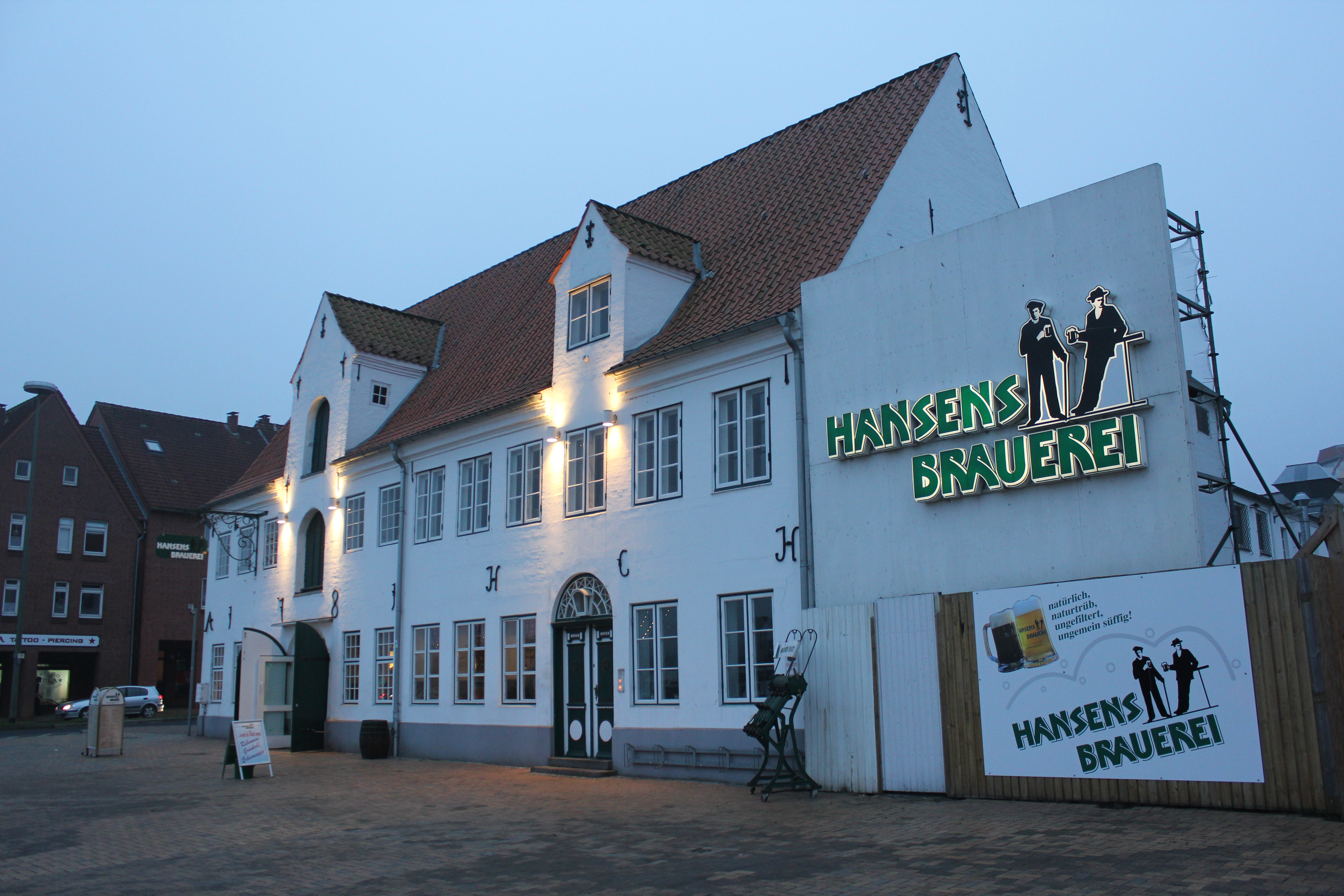
Der erhaltene Gebäudebestand 2011

Die Hansens Brauerei in Flensburg ist eine private Brauerei im Gasthaus Schiffbrücke 16, dem ehemaligen Gebäude von Sonnberg-Rum. Das ehemalige Rumhaus und heutige Brauereigebäude ist ein eingetragenes Kulturdenkmal sowie Teil der Rum & Zucker Meile.

## Geschichte
Das Gebäude, das heute den Namen der Brauerei trägt, stammt aus dem 18. Jahrhundert. Es besitzt ein steiles Satteldach, von dem die alte Dachkonstruktion erhalten blieb. Die Fassade ist zur Straße durchgehend geschlämmt. Die heutige Eingangstür an der Schiffbrücke auf der linken Seite des Gebäudes war ursprünglich eine Tordurchfahrt, darüber befand sich die Ladetorachse mit einem Zwerchgiebel, der einen Kranausleger enthielt. Die rechte Seite diente Wohnzwecken. Der dortige rundbogige Eingang bewahrte eine alte geschnitzte Tür mit Türklopfer. Über Jahrhunderte war das Gebäude der Standort der Firma Sonnberg-Rum. In Flensburg befanden sich früher zahlreiche Rum-Fabrikationen, weshalb Flensburg auch als Rumstadt bezeichnet wurde. Im 20. Jahrhundert schlossen zahlreiche Flensburger Rumhäuser, von denen noch viele der alten Gebäude und Höfe erhalten sind. 1998/99 übernahm die Berentzengruppe das bedeutsamste Unternehmen der Flensburger Rum- und Spirituosenfabrikation. Die Produktion wurde bald darauf in der „Rumstadt“ Flensburg eingestellt und nach Haselünne verlagert. Im Jahre 2000 wechselte die Hansens Brauerei ihren Standort vom Nordermarkt zum in das am Hafen gelegene Gebäude. Es befindet sich seitdem im denkmalgeschützten Gebäude des ehemaligen Rumhauses Sonnberg in der Schiffbrücke 16. Seit dem Jahr 1781 bis zum Ende der 1990er Jahre war es das Stammhaus des Rumhauses Sonnberg. In Abstimmung mit dem Denkmalschutzgesetz wurde das Gebäude saniert. Dabei orientierte man sich an alten Plänen des Gebäudes.
In Randlage an der Neuen Straße verblieb nach dem Umbau eine Zufahrt, über der weiterhin der Schriftzug Sonnenberg zu finden ist. Die Produktionsräume der Rumfabrik im Inneren wurden durch den Umbau vollständig verändert. Im Bodenraumbereich blieben ebenfalls Türen aus dem 18. Jahrhundert erhalten. Der zugehörige Gebäudeteil an der Schiffbrücke 17 wurde später abgebrochen. Es handelte sich um ein ehemaliges Stallgebäude, auf dem sich ein halbseitig, gestufter Giebel mit Mansarddach befand.
Mit dem Umzug der Brauerei vergrößerte sich auch die Gaststube. Die Hansens Brauerei ist eine der beiden Brauereien, die in Flensburg beheimatet sind. Sie liegt nördlicher als die größere Flensburger Brauerei und ist daher die nördlichste Brauerei Deutschlands. Ganzjährig verkauft die Brauerei die Biersorten: Hansens Pilsener (ca. alc. 5,0 Vol.%) sowie Hansens Schwarzbier (ca. alc. 5,0 Vol. %). Saisonbedingt sind verschiedene andere Biersorten im Angebot. Gelegentlich werden auch spezielle Biere aufgelegt.